# Minna Canth
Minna Canth (Tampere, 19 de març de 1844 - Kuopio, 12 de maig de 1897) va ser una escriptora i activista social finlandesa.
Canth començà a escriure mentre gestionava la botiga de teixits de la seva família i vivia com a vídua amb set fills. També va transformar casa seva en un saló literari, on els joves escriptors tenien un lloc de trobada i on fundarien al 1890 el moviment Jove Finlàndia.
Va escriure i publicar relats curts, novel·les, obres de teatre i també articles i notes en revistes amb el pseudònim de Wilja. També traduí al finlandès textos de George Brandes i Arne Garborg, autors que influïren en la seva obra tant com Ibsen, Tolstoi i Dostoievski. Va escriure en finès i suec, les dues llengües que són oficials avui dia. Després d'unes primeres obres de caràcter idealista, aviat va desplegar el tractament realista dels problemes socials urbans i de la classe treballadora, amb personatges pobres que per primer cop protagonitzaven una obra de teatre, com a la seva obra més coneguda, Työmiehen vaimo (La dona de l'obrer).
Les seves obres versen sobre els drets femenins, especialment en el context d'una cultura patriarcal imperant que limita o nega les oportunitats de les dones. Els seus relats i obres de teatre posaven en evidència les opressives condicions estructurals que governaven la vida de les dones de la classe treballadora en la seva època, i encara actualment; i de vegades va aconseguir que es modifiquessin les lleis, igual com també en algun cas havia estat prohibida la representació de les seves obres.

## Llegat i memòria
Minna Canth ha arribat a ser un personatge important i respectat –tot i la asincronia entre les seves idees i les de la seva època– per les seves reivindicacions i les seves fortes i clares conviccions.
Cada 19 de març, coincidint amb el dia del seu naixement, se celebra al seu país el dia de Minna Canth, que ha esdevingut el de la igualtat social a Finlàndia.

## Obres
- Novelleja ja Kertomuksia, 1878
- Murtovarkaus, 1883
- Työmiehen vaimo,1885 (teatre)
- Roinilan talossa, 1885
- Hanna, 1886
- Köyhää kansaa, 1886
- Salakari, 1887
- Kovan onnen lapsia,1888
- Weilin & Göös, 1889
- Papin perhe, 1891
- Hän on Sysmästä, 1893
- Sylvi, 1893 (teatre)
- Spiritistinen istunto, 1894
- Kotoa pois, 1895
- Anna Liisa, 1895 (teatre)
- Agnes, 1911